# Namegata
Namegata (行方市, Namegata-shi) est une ville située dans la préfecture d'Ibaraki, sur l'île de Honshū, au Japon.

## Géographie

### Situation
Namegata est située dans le sud de la préfecture d'Ibaraki.

### Démographie
En mars 2022, la population de la ville de Namegata était de 32 763 habitants, répartis sur une superficie de 222,48 km2.

### Hydrographie
La ville est située entre deux parties du lac Kasumigaura, le lac Nishiura à l'ouest et le lac Kitaura à l'est.

## Histoire
Pendant la période Edo, le territoire de la ville faisait partie du domaine d'Asō. Le 1er avril 1889, les bourgs modernes d'Asō et de Tamazukuri sont créés. Le village de Kitaura est créé le 1er avril 1955. Ces trois municipalités fusionnent le 2 septembre 2005 pour former l'actuelle ville de Namegata.

## Personnalités liées à la municipalité
- Fukushirō Nukaga (né en 1944), homme politique
- Hiromi Nagasaku (née en 1970), chanteuse et actrice
- Hideaki Ozawa (né en 1974), footballeur